# Frank Bruynbroek
Frank Bruynbroek est un acteur belge né à Vilvorde, Belgique.
Après avoir obtenu son diplôme d'instituteur en Belgique, Frank Bruynbroek décide de partir enseigner le français en Louisiane (États-Unis). Deux ans plus tard, il revient en Belgique où la routine quotidienne l'encourage à se lancer dans diverses activités qui l'amèneront à retourner quelque temps plus tard vers la Californie (États-Unis) où il prit des cours de comédie.
Frank Bruynbroek réside actuellement à Hollywood, Californie, États-Unis.
Son autre passion est la photographie. En ce moment[Quand ?] il connait un grand succès avec ses photographies de chiens dont il a fait une exposition, un calendrier et un livre.

## Sources
- Frédéric Dubois, « Il shoote les chiens des stars américaines », La Dernière Heure,‎ 24 janvier 2011 (lire en ligne)
- Jean-Claude Vantroyen et Philippe de Boeck, « 50 Belges d’ailleurs (2/5) », Le Soir,‎ 8 août 23012 (lire en ligne).
- Patrick Laurent, « Le cuisinier belge d'Hannibal le cannibale », La Dernière Heure,‎ 28 août 2002 (lire en ligne).